# Maria Roggendorf

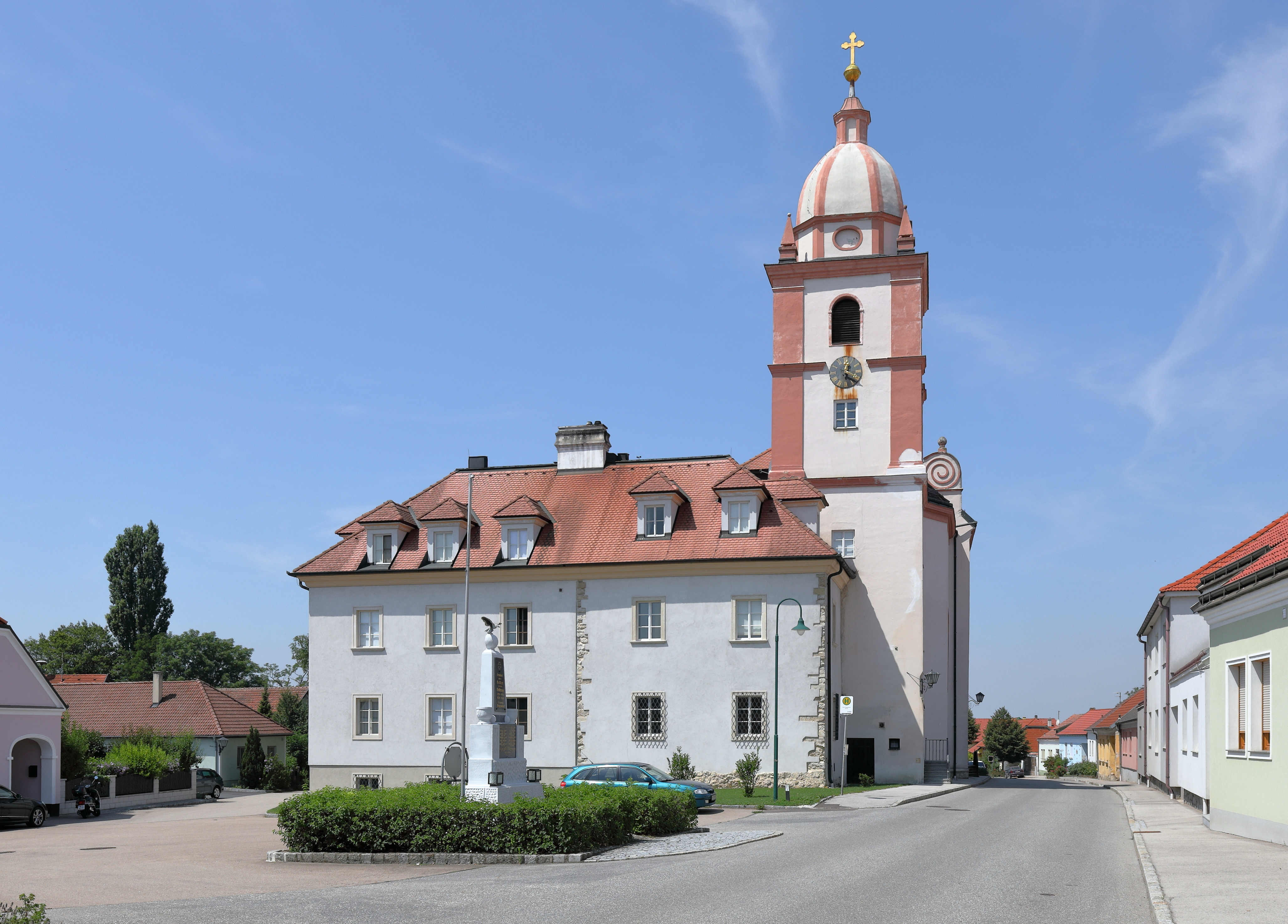
Centre de Maria Roggendorf

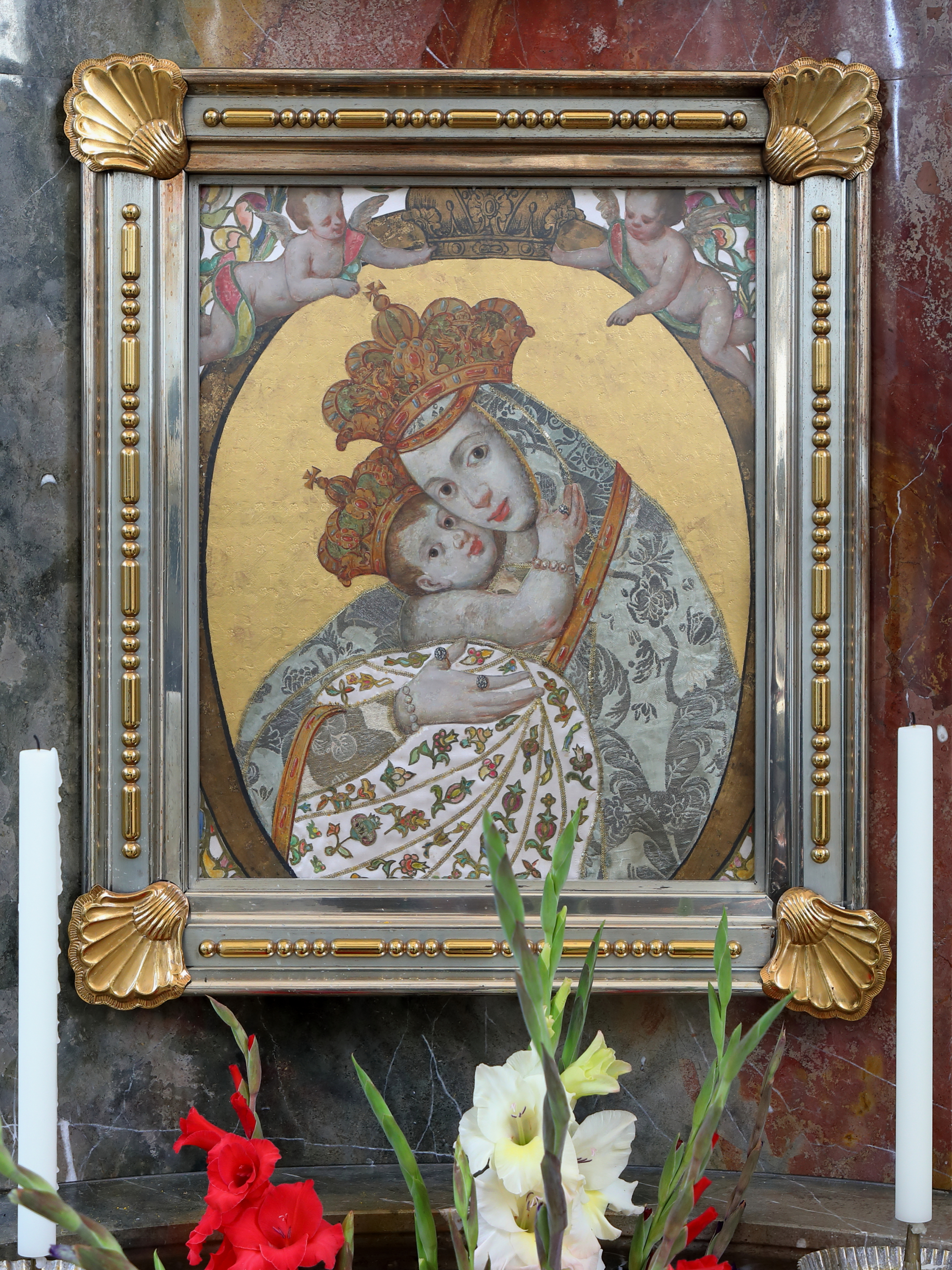
Image de la Vierge de Maria Roggendorf

Maria Roggendorf est un village de Basse-Autriche dépendant de la commune de Wullersdorf. Il est surtout connu pour son pèlerinage marial.

## Histoire
Le village est mentionné pour la première fois par écrit en 1240 sous le nom de Ruchendorf. Il devient vicariat en 1772 et paroisse indépendante en 1784 sous le nom de Roggendorf. Le village change de nom en 1971 en Maria Roggendorf en l'honneur du pèlerinage.

## Pèlerinage marial

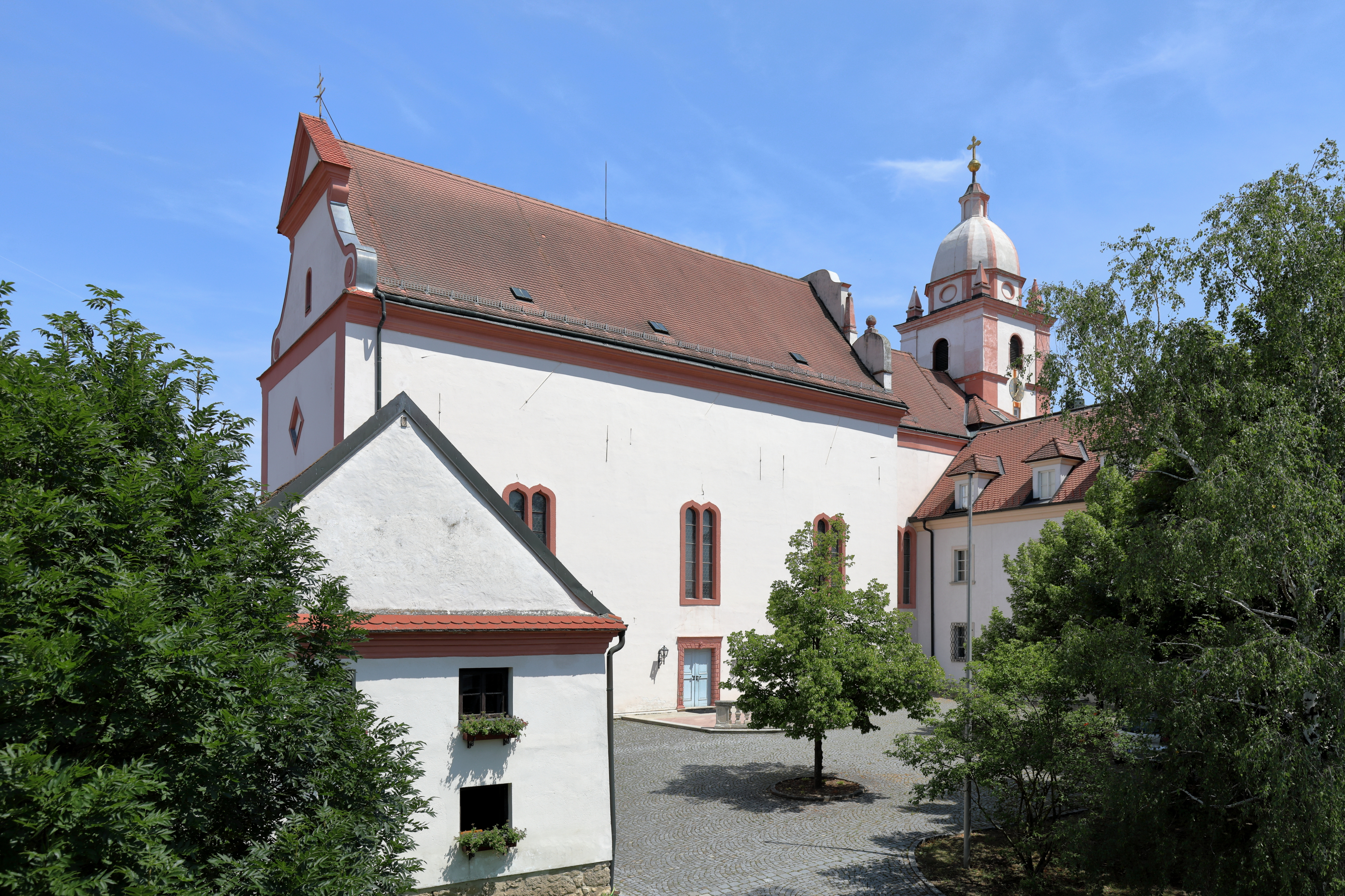
Vue de la basilique de Maria Roggendorf

Une chapelle consacrée à la Vierge Marie existe au village depuis 1291. Le pèlerinage se développe surtout à partir du XVe siècle. Angelo Canevale la reconstruit en 1653. Elle est consacrée à la Nativité de la Vierge (fête le 8 septembre), mais elle est détruite par un incendie en 1695 et reconstruite en style baroque par le fameux Carlo Antonio Carlone. C'est sous cet aspect qu'elle existe aujourd'hui.
L'apogée du pèlerinage se situe au XVIIIe siècle avec plus de cinq mille pèlerins le jour de la fête de la Nativité de la Vierge et pour les autres fêtes mariales. Joseph II, adepte de l'Aufklärung despotique interdit le pèlerinage en 1785. C'est l'époque du joséphisme qui fit fermer nombre d'abbayes et de couvents.
Le pèlerinage reprend un certain essor au XIXe siècle, mais surtout après 1924 le 8 septembre. Mgr Groër développe un pèlerinage mensuel en l'honneur de Notre-Dame de Fátima qui a lieu dès le 13 octobre 1969. Jean-Paul II érige la chapelle en basilique mineure le 6 août 1988 par la lettre apostolique Intra Vindobonensis.
Deux images de la Vierge y sont particulièrement vénérées. L'une sous la forme d'une sculpture du gothique tardif, l'autre sous la forme d'une image, peinte sur cuir, de la Vierge de Tendresse à l'Enfant.

## Monastères
Mgr Groër fonde aux environs un monastère de cisterciennes, Marienfeld (Champ de Marie) qui est consacré le 14 novembre 1982.

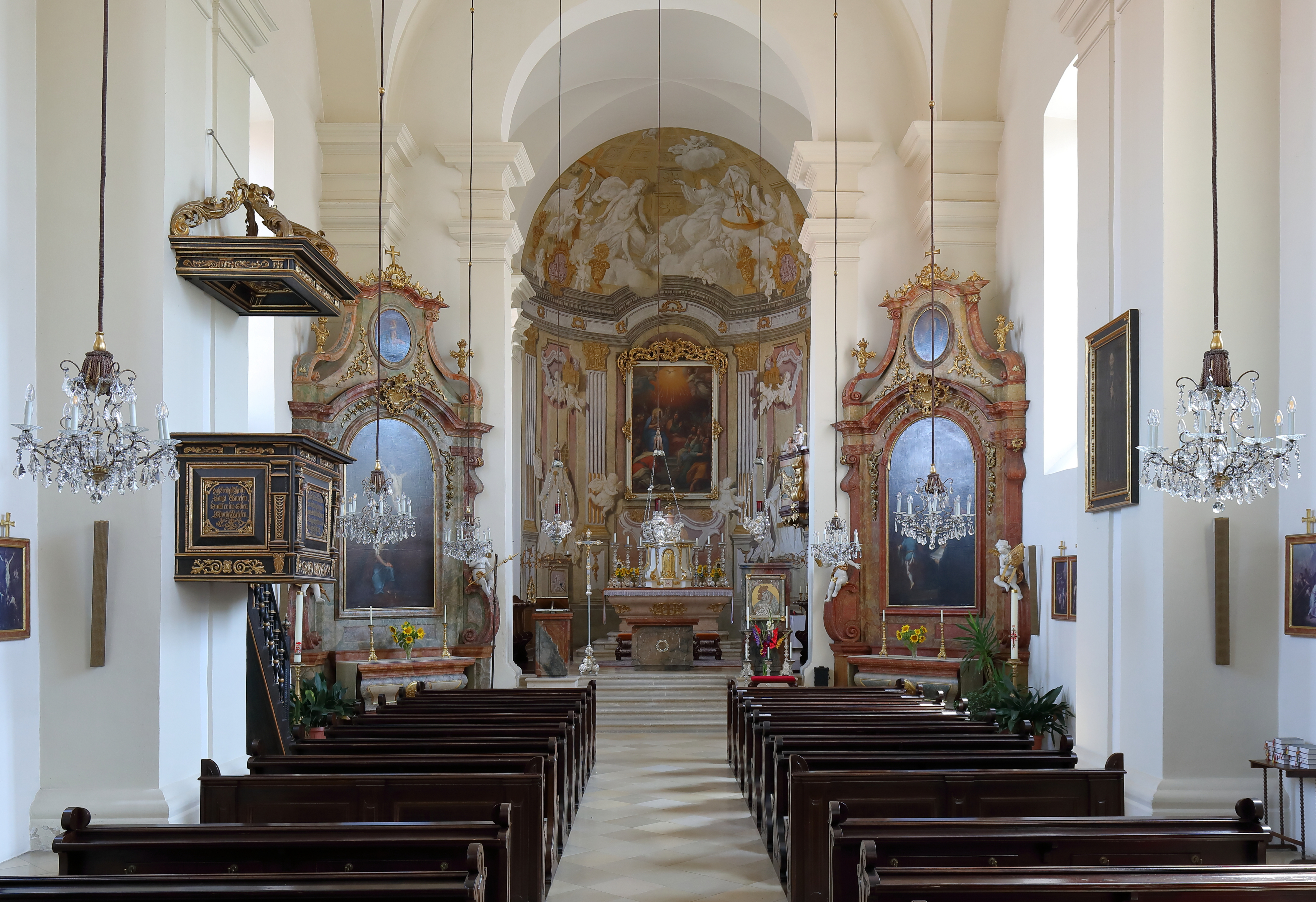
Intérieur de la basilique de Maria Roggendorf

De plus, l'abbaye de Göttweig ouvre un prieuré bénédictin sous le vocable de saint Joseph, le 7 septembre 1991, pour la direction spirituelle des pèlerinages. Il devient prieuré indépendant, le 11 décembre 2005.

## Source
- (de) Cet article est partiellement ou en totalité issu de l’article de Wikipédia en allemand intitulé « Maria Roggendorf » (voir la liste des auteurs).